# Les Lusiades
Les Lusiades (Os Lusíadas en version originale portugaise) est un poème épique de Luís de Camões, probablement achevé en 1556 mais publié en 1572, trois ans après son retour des Indes.
À l’instar de l’Iliade ou de l’Odyssée pour la Grèce Antique ou l’Énéide pour Rome, Les Lusiades est une œuvre destinée à raconter et à glorifier la naissance et le destin de la nation et de l’Empire portugais.
Ce poème est considéré comme l’œuvre la plus importante du patrimoine littéraire portugais, à la fois par ses qualités littéraires mais aussi par le patriotisme qu’il répand. Il figure en première place sur la Liste des 50 œuvres essentielles de la littérature portugaise établie en 2016 par le prestigieux Diário de Notícias.
Le poème est dédié au roi dom Sébastien Ier, qui disparaît mystérieusement par la suite lors de la bataille des Trois Rois (1578) et devient le roi caché du Portugal. Par ironie du sort, la mort du dédicataire des Lusiades fait passer le Royaume de Portugal sous la domination des Habsbourg et entraîne l'Union ibérique. Elle fait également naître le sébastianisme, source d'inspiration d'innombrables œuvres littéraires.
Le poème évoque également la période précédant la reprise de Valence en 1102 par les Almoravides, ainsi que celle des Almohades, dont la capitale est Marrakech. 
L’action centrale de l’œuvre est la découverte de la route maritime des Indes par Vasco de Gama. Autour de cet axe, on découvre d’autres épisodes de l’histoire du Portugal depuis ses prémices jusqu’à l’époque de Luís de Camões. Il y glorifie le peuple portugais, faisant de fréquentes références à la mythologie et aux périodes classiques. Il s’agit de mettre l’Empire portugais, alors à son apogée, sur le même plan que les précédents grands empires. Le terme Lusiades désigne d’ailleurs les portugais eux-mêmes, descendants des Lusitaniens.

## Structure
Pour ce qui est de la structure externe (analyse formelle du poème, nombre de strophes, nombre de vers par strophes, nombre de syllabes, type de rimes, rythme, figures de style, etc.) : 
- Les Lusiades se compose de dix parties, désignées sous le terme de chant.
- Chaque chant possède un nombre variable de strophes (110 en moyenne). On compte 1 102 strophes au total.
- Chaque strophe est composée de huit vers (ottava rima).
- Chaque vers est composé de dix syllabes (le décasyllabe) caractéristique de la poésie épique) accentuées sur la sixième et la dixième syllabe (dit décasyllabe héroïque). Au total, 8 816 vers. Ces vers suivent un schéma rythmique AB AB AB CC (six rimes croisées et deux rimes plates, très caractéristiques du style de Camões).

Comme tout texte de la Renaissance, Les Lusiades n’échappent pas à l’esthétique grecque qui accorde une importance particulière au nombre d’or. Ainsi, le récit atteint son climax avec l’arrivée aux Indes, épisode placé au point qui divise l’œuvre suivant les proportions définies par ce nombre (début du Chant VII).
La structure interne se rapporte au contenu du texte: on peut diviser l’œuvre en quatre parties caractéristiques de l’épopée classique : 
- Proposition - introduction, présentation du thème et des héros (strophes 1 à 3 du Chant I)
- Invocation - le poète invoque les nymphes du Tage pour inspirer son écriture (strophe 4 et 5 du Chant I)
- Dédicace - le poète dédie son œuvre au roi Sébastien Ier (strophes 6 à 18 du Chant I)
- Narration - le récit débute en plein milieu du voyage de Vasco de Gama, puis revient sur tout ce qui a précédé, depuis les origines de l’histoire du Portugal jusqu’au moment présent, avant de poursuivre chronologiquement (récit in medias res).

Un épilogue vient conclure l’œuvre (strophe 145 à 156 du Chant X).
Mais l’on peut aussi voir que l’œuvre évolue sur plusieurs plans, avec leur espace et leur chronologie propre :
- Le plan du voyage - qui décrit la découverte de la route maritime vers les Indes par Vasco de Gama et ses compagnons.
- Le plan de l’Histoire du Portugal - qui cite différents épisodes de l’histoire du pays.
- Le plan du poète - Camões évoque sa propre admiration du peuple et des héros portugais.
- Le plan de la mythologie - qui décrit les influences et les interventions des dieux de la mythologie greco-romaine sur l’action des héros portugais.

Au cours du récit, les épisodes alternent, belliqueux, mythologiques, historiques, symboliques lyriques et naturalistes.

## Avis du Saint-Office
Le poème épique traditionnel chante la fondation d’une nation avec l’aide des dieux. Les Lusiades, comme l’Énéide, n’échappe pas à cette règle. Pourtant l’intervention des dieux de la mythologie grecque dans le récit n’est qu’un artifice purement littéraire. C’est bien la foi en un dieu chrétien unique qui transparaît dans toute l’œuvre. On ne peut donc parler d’hérésie de la part de Camões surtout en pleine Contre-Réforme. Le fait que l’œuvre n’ait pas été interdite par l’Inquisition en est la preuve.
Même si certains passages ont été censurés lors des premières éditions, le Saint-Office a eu soin de déclarer dans l’édition de 1572 qu’il avait compris que ce recours n’avait d’autre but que stylistique. Il ajoutait toutefois que les dieux païens sont tous des démons.
Néanmoins, ces dieux occupent une place de choix dans le poème. Ce sont leurs intrigues qui permettent de lier les différents épisodes de l’épopée, ce sont leurs interventions deus ex machina qui permettent d’expliquer les événements inespérés du voyage relatés ici.

## Thème

### Le héros
Comme le titre l’indique, le héros de cette épopée est un héros collectif, les Lusiades, descendants du dieu Lusus, c’est-à-dire les Portugais. Dès les premières strophes de l’intervention de Jupiter, lors du concile des dieux de l’Olympe qui ouvre le récit, apparaît le caractère laudatif de l’auteur.
Le roi des dieux affirme que, depuis Viriatus et Sertorius, le destin (fatum qui a donné fado) des vaillants Portugais est d’accomplir de hauts faits qui feront oublier ceux des empires antérieurs (Assyriens, Perses, Grecs et Romains).
Leur histoire l’atteste, outre les victoires successives contre les Maures et les Castillans, elle révèle comment un pays aussi petit découvre de nouveaux mondes et impose sa loi dans le concert des nations.
Au terme du poème survient l’épisode de l’île des Amours, récompense fictive pour le glorieux parcours des Portugais à travers le temps. La crainte de Bacchus de voir ses exploits de conquêtes dépassés par ceux des Portugais est confirmée.
Camões dédie son chef-d’œuvre au roi Sébastien Ier. Les récentes découvertes portugaises et l’arrivée aux Indes motivèrent sans aucun doute l’écriture de l’épopée portugaise qu’il ambitionnait depuis longtemps de narrer.
Un sentiment de fierté et d’audace existait chez les Portugais à cette époque. Les marins et les capitaines étaient les nouveaux héros de ce petit pays, des hommes capables d’exploits extraordinaires, tel le capitaine João de Castro, vice-roi des Indes, mort peu de temps avant que le poète n’arrive aux Indes. Sans oublier Vasco de Gama, à qui l’on doit la découverte de la route vers les Indes lors d’un voyage difficile, dont les chances de succès étaient faibles, et qui remporta de nombreuses batailles contre des royaumes musulmans sur des terres hostiles aux chrétiens. Ce voyage épique fut donc utilisé comme histoire centrale de l’œuvre, à partir de laquelle des épisodes de l’histoire du pays nous sont racontés.

### La croisade
On peut également aborder le poème dans le cadre de la croisade contre les maures, croisade que des faits récents avaient replacée dans l’actualité. Les batailles menées en orient à l’époque de l’auteur seraient une continuation de celles menées au Portugal au détriment de l’Islam durant la Reconquista et en Afrique du Nord au début de l’expansion portugaise. Cette expansion s’est inscrite dans la lutte contre le puissant Empire ottoman qui menaçait l’Europe chrétienne, incapable de venir à bout de cet ennemi dans une guerre ouverte. L’objectif était entre autres de concurrencer les musulmans sur le terrain commercial, en faisant des profits d’une part et en fragilisant l’économie des rivaux. On estimait possible par ailleurs de trouver des alliés dans les nouvelles terres, voire d’autres chrétiens.
En 1571, la prétendue invincibilité du sultanat turc avait été mise à mal lors de la bataille de Lépante. Il était clair que les ottomans ne dominaient plus la Méditerranée. Le chef des forces chrétiennes fut Don Juan d'Autriche, fils bâtard de l’empereur Charles Quint, grand-père de dom Sebastien. C’est dans ce contexte d’exaltation guerrière que le poète aura contribué à inciter le jeune roi portugais à repartir à la conquête de l’Afrique avec les effets désastreux qui s’ensuivirent.

### Les narrateurs et leurs discours
Chacun des discours de ce poème révèle des particularités stylistiques concrètes. Suivant le sujet traité, le style est tour à tour héroïque et exalté, saisissant, plaintif et mélancolique, humoristique, admiratif.
Les Lusiades est une œuvre narrative mais les narrateurs sont presque toujours des orateurs qui font des discours grandiloquents ; le narrateur principal, Camões, qui ouvre l’œuvre de manière grandiose et reprend la parole en diverses occasions ; Vasco de Gama, désigné comme l'« éloquent capitaine » ; Jupiter qui prend également la parole en diverses occasions ; Paulo de Gama (au chant VIII, strophes 2 à 42) ; le vieillard du Restelo (chant IV, strophes 95 à 104) ; Thétis ; la sirène qui prophétise en musique (chant X, strophes 10 à 74), etc.

## Résumé du récit
Charles Simond donne le résumé suivant des chants:

### Chant I
Vasco de Gama et ses compagnons se trouvent avec leurs vaisseaux dans l'océan Indien, entre Madagascar et la côte éthiopienne, quand Jupiter, à la prière des enfants de Lusus, nouveaux Argonautes qui veulent aborder sur la terre africaine, assemble les dieux pour délibérer sur ces vœux, auxquels le maître de l'Olympe est favorable, mais Bacchus, qui craint de voir sa gloire effacée dans les Indes par de nouveaux conquérants, combat leur dessein avec violence. Vénus, au contraire, défend les héros de la Lusitanie; leurs victoires doivent étendre l'empire promis à sa beauté; son éloquence et la voix puissante de Mars, le plus ardent de ses amis, font pencher la balance en leur faveur. Le dieu de la guerre propose d'envoyer les navigateurs dans un port où, sous la conduite de Mercure, ils pourront se reposer de leurs travaux. Cet avis est adopté et Gama voit arriver, de l'île de Mozambique, des insulaires qui, sur des barques légères s'approchent des navires européens et y montent par des cordages. Ces insulaires sont des enfants de Mahomet. Bacchus, caché sous les traits d'un vieillard dont l'île entière vénère la prudence et écoute les conseils, attise la colère du chef des Maures contre les chrétiens; il conseille de les massacrer, quand ils descendront de leurs navires pour faire leur provision d'eau, et, s'il en est qui s'échappent, de leur donner un faux pilote qui les perdra sur la mer, mais Vénus déjoue ce complot et fait arrêter la flotte de Gama en face du port de Mombaze.

### Chant II
Bacchus les y attend; il a dicté au roi de Mombaze des desseins perfides, et tandis que Gama reçoit à son bord les envoyés de ce prince chargés de lui apporter des présents en signe d'amitié, on prépare à terre le massacre des chrétiens. Alors Vénus descend du ciel et avec elle les Néréides, ses sœurs, se placent devant le navire de Gama, appuient contre ses flancs leur poitrine délicate, le soulèvent et le détournent du rivage. Bacchus est vaincu; Gama reconnaît et bénit la main qui le sauve. Vénus, au pied du trône de Jupiter, obtient de Jupiter la promesse solennelle de l'empire de l'Asie. Ce passage du poème est d'une harmonie incomparable. Jupiter ordonne à Mercure de conduire Vasco de Gama dans l'île hospitalière de Gama, où ses exploits l'ont précédé. Le roi de cette île vient à la rencontre des Lusitaniens, et quand ils se trouvent réunis, il prie Gama de lui raconter ses aventures, ses guerres et l'histoire de son pays.

### Chants III et IV
Gama prend la parole au milieu des Maures silencieux et ravis. Après une description de l'Europe il déroule toute la suite des rois de Portugal, depuis le comte Henri, qui établit sa dynastie sur le trône, jusqu'à Emmanuel qui a ordonné l'expédition d'Orient. L'attention de ses hôtes redouble, quand il fait le récit des guerres que le roi Alphonse IV a soutenues contre les Maures d'Afrique et le tragique événement qui a troublé et attristé sa vieillesse. La jeune et belle Inez vivait solitaire et paisible près de Mondégo, quand l'amour de dom Pèdre, le fils du roi, vint la chercher et lui apporter le bonheur. Mais le peuple murmure, il demande pour l'héritier du trône une de ces nobles unions qui consolident la puissance des États; le vieux roi s'inquiète et s'irrite. L'amoureux dom Pèdre ne veut entendre ni les vœux d'un peuple ni les conseils d'un père et d'un roi; c'est Inez qu'il aime et la mort seule pourra les séparer. Inez mourra donc; Alphonse prononce l'arrêt. Les bourreaux traînent la pauvre condamnée aux pieds du monarque; il est ému, mais l'impitoyable raison d'État veut qu'elle périsse. Elle alors, déchirée par la pensée de ses enfants et de leur père, implore l'exil parmi les déserts et les bêtes féroces; elle y vivra proscrite et misérable, mais elle y vivra pour ses enfants. Le roi cédait; le peuple seul ne pardonne point, et les chevaliers plongent leurs épées dans le sang de la jeune femme qui tombe en prononçant le nom de dom Pèdre. Au bruit de sa mort les Nymphes versent des larmes qui forment une source pure et qui porte encore le nom de fontaine des Amours. Gama continue son récit et arrive au règne d'Emmanuel le Grand, qui poursuit les projets de découverte de son prédécesseur Juan II. L'expédition va mettre à la voile; les navigateurs se séparent de leur famille en pleurs; alors un vieillard reste sur le rivage et leur adresse un adieu prophétique et sinistre.

### Chant V
Gama continue son récit. C'est dans ce chant que se trouvent les plus beaux tableaux maritimes dus au pinceau de Camoëns. C'est ici également qu'apparaît au Cap de Bonne-Espérance le géant Adamastor. Cette vision est, avec l'histoire d'Inez de Castro, le plus célèbre épisode des Lusiades.  

### Chant VI
Les habitants de Mélinde n'épargnent rien pour retenir auprès d'eux les Portugais, mais Gama reprend la mer et y retrouve aussitôt son éternel persécuteur Bacchus. Le dieu descend sur la terre et se rend au palais de Neptune, qu'il gagne à sa cause. Eole reçoit l'ordre de balayer sur la surface des mers les audacieux navigateurs. Tandis que les dieux conspirent ainsi la perte des Portugais, Velloso, pour tromper les ennuis de la route, raconte à l'équipage l'histoire des douze chevaliers d'Angleterre que l'on lira plus loin. À peine a-t-il achevé son récit qu'un orage éclate. Vénus voyant la mer bouleversée appelle les Nymphes dont la vue enivre et désarme les autans.

### Chant VII
La flotte portugaise poursuit sa route en côtoyant le rivage. Elle se dirige vers Calicut, la plus opulente cité du Malabar. Un envoyé de Gama descend à terre. Le peuple se presse autour de lui. Un musulman, Mozaïde, que le sort des armes fit autrefois tomber au pouvoir des Portugais, les aborde et leur donne d'utiles renseignements sur le commerce, les productions, la religion, les lois et les mœurs de son pays. Gama, de son côté, se rend près du Catual, chef des ministres du Zamorin, à qui appartient l'empire du Malabar. Gama lui demande son alliance. Le Zamorin, à qui Mozaïde a fait un tableau séduisant du Portugal, invite son ministre à bien accueillir les étrangers. Un banquet est préparé pour eux.

### Chant VIII
Le Catual demande l'explication des traits de courage et des scènes guerrières représentées sur les bannières des Portugais. Paul de Gama, frère de Vasco, en fait le récit. Cependant la haine de Bacchus n'était pas endormie. Il apparaît en songe à un autre ministre du Zamorin et l'excite contre les Portugais. Le Zamorin s'épouvante, il fait saisir et enchaîner Gama; mais le chef de l'expédition, inspiré par Vénus, fait renaître la confiance dans le cœur du monarque. Au moment où Gama allait regagner sa flotte, le Catual, vendu comme les autres serviteurs du Zamorin aux enfants de Mahomet, le retient par mille obstacles et mille perfidies et exige pour le prix de sa liberté toutes les richesses que renferme le navire portugais.

### Chant IX
La flotte s'éloigne enfin et Gama va porter à sa patrie les grandes nouvelles et les irrécusables témoignages de ses glorieuses découvertes. Vénus contemple les héros avec ravissement. Pour embellir leur retour et effacer de leur cœur le souvenir de leurs souffrances, elle fait sortir du sein des eaux une île enchantée où les Portugais débarquent et où ils sont accueillis par les Néréides.

### Chant X
Un festin magnifique réunit dans le palais de Téthys la déesse de la mer et leurs hôtes. Une nymphe chante les exploits des Portugais qui doivent achever l'œuvre de Gama. Téthys révèle alors à Gama et à ses compagnons le mouvement des astres et les grands secrets de l'univers, et, parcourant avec eux les différentes parties de la terre, elle leur fait connaître les pays qui seront témoins de la valeur de leurs descendants. Les Portugais reprennent le chemin du rivage, et remontant sur leurs vaisseaux, ils mettent à la voile. La mer n'a plus d'orage. Le Tage les reçoit enfin dans ses eaux et ils déposent, sur l'autel de la patrie, aux pieds de leur roi, les trophées de leur voyage et de conquêtes.

## Éditions en français
- 1735, par Louis-Adrien Duperron de Castera in « La Lusiade du Camoens, poeme héroiqve, sur la découverte des Indes Orientales. Traduit du portugais par M. Duperron de Castera, chez Huart, David, Briasson, clousier, Paris / chez François L'Honoré, Amsterdam, 1735. ». Réédité en 1768 à Paris chez Nyon — Édition disponible sur Tolosana
- 1776, par J. F. La Harpe et Vaquette in « La Lusiade de Louis de Camoens, poëme héroïque en dix chants. Nouvellement traduit du portugais avec des notes & la vie de l'auteur (par J. F. La Harpe et Vaquette), Paris, Nyon aîné, 1776 » — tome 1 sur Internet Archive, tome 2 sur Internet Archive
- 1825, par Jean-Baptiste-Joseph Millié in « Les Lusiades, ou les Portugais, poëme de Camoëns en dix chants. Traduction nouvelle avec des notes, par J. B. J. Millié, Paris, Firmin Didot, 1825. » — tome 1 sur Gallica, tome 2 sur Gallica
- 1841, par M. Ortaire Fournier et Desaules in « Les Lusiades de L. de Camoens, traduction nouvelle par MM. Ortaire Fournier et Desaules, revue, annotée et suivie de la traduction d'un choix de poésies diverses avec une notice biographique et critique sur Camoens, par Ferdinand Denis, Paris, Librairie de Charles Gosselin, 1841. » — Les Lusiades sur Google Livres
- 1842, par François Ragon in « Les Lusiades, poëme de Camoens, traduit en vers par F. Ragon, Paris, Ch. Gasselin et L. Hachette, 1842. » — Les Lusiades sur Gallica
- 1844, par Charles Aubert in « Traduction des Lusiades de Camoëns, par M.-M.-Ch. Aubert, Paris, Dentu, 1844. » — lire en ligne sur Gallica
- 1859, par Émile Albert in « Les Lusiades, de Camões, traduction par M. Émile Albert, Paris, Cosse et Marchal, 1859. » — Les Lusiades sur Google Livres
- 1870, par Fernand d'Azevedo in « Les Lusiades, traduction nouvelle annotée et accompagnée du texte portugais et précédée d'une esquisse biographique sur Camoens par Fernand d'Azevedo, Paris, Veuve J. P. Aillaud, Guillard et Cie, 1870. » — Les Lusiades sur Google Livres
- 1876, par A. De Cool in « Les Lusiades de Camões, traduction en vers français de A. de Cool, Rio de Janeiro, G. Leuzinger et Filhos, 1876. » — Les Lusiades sur Internet Archive
- 1878, par Clovis Lamarre in « Camoens et les Lusiades, étude biographíque, historique et littéraire suivie du poème annoté, par Clovis Lamarre, Paris, Didier et Cie, 1878. » — Camoens et les Lusiades sur Google Livres
- 1880, par le Duc de Palmella in « Versão franceza dos Lusiadas pelo duque de Palmella, D. Pedro de Sousa Holstein, com o texto original antecedida d'um preambulo do prof. Pereira Caldas, Porto, Typographia central, 1880. » — disponible sur Hathi Trust
- 1889, par Hyacinthe Garin in « Les Lusiades de Louis de Camoëns, traduction en vers français par Hyacinthe Garin, Typographia da companhia Nacional Editora, Lisboa, 1889. » — Édition disponible sur la Bibliothèque Nationale Numérique du Portugal
- 1890, par Edmond Hippeau in « Les Lusiades / traduction nouvelle avec notes et commentaires precédée d'une étude sur la vie et les moeurs de Camoens par Edmond Hippeau, Paris, Garnier Frères, 1890. » — Les Lusiades sur Internet Archive
- 1954, par Roger Bismut in « Les Lusiades de Luis de Camões, traduction de Roger Bismut, Société d'éditions «Les Belles Lettres », Paris, Librairie Bertrand, Lisbonne, 1954 ».

### Traductions partielles
- 1830, par Henri Zozime de Valori (chant I) in « Oeuvres poétiques du marquis de Valori, Paris, Pillet aîné, 1830 », pp. 247-278 — lire en ligne sur Gallica

- 1887, par Henri de Courtois (chant I) in « Les Lusiades de Louis de Camoëns, traduction en vers français par Dr Henri de Courtois, Lisboa, Imprensa Nacional, 1887. »  — Édition disponible sur la Bibliothèque Nationale Numérique du Portugal
- 1887, par Léopold Pelzer (chant V) in « Le Camoens, traduction en vers du cinquième chant de La Lusiade par Léopold Pelzer, Namur, Imp. de Ad. Wesmael- Charlier, 1887. »  — Édition disponible sur la Bibliothèque Nationale Numérique du Portugal